# بانک کانارا
بانک کانارا (انگلیسی: Canara Bank) شرکت دولتی خدمات مالی و بانکداری هندی است، که در سال ۱۹۰۶ تأسیس شد.